# Protomelas kirkii
Protomelas kirkii (Günther, 1894) è una specie di ciclide endemico del lago Malawi e del lago Malombe.

## Descrizione
Questa specie può raggiungere i 18 centimetri di lunghezza. Presenta una bocca piccola e un'evidente striscia orizzontale sul fianco. Spesso convive con due specie congeneri che gli sono simili nell'aspetto, ovvero Protomelas similis e  P. labridens. Protomelas kirkii però si può distinguere dal muso più lungo e dalla bocca, che è piccola e rivolta in avanti.

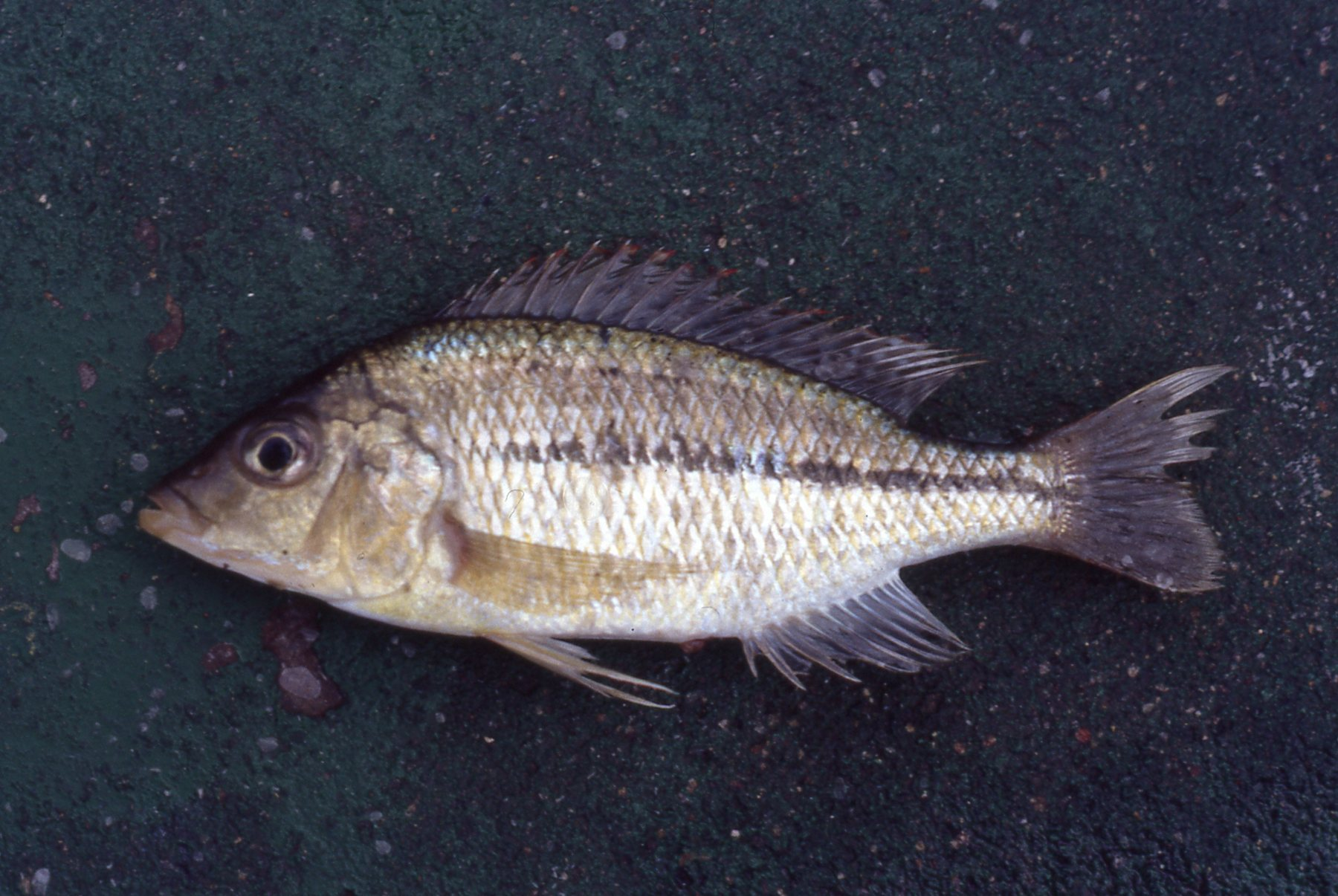
Femmina

La specie presenta dimorfismo sessuale. Le femmine e gli esemplari non completamente sviluppati di questa specie sono caratterizzati da una colorazione giallo-bruno nella parte superiore e di colore più chiaro sui fianchi e nella parte inferiore. È presente una linea orizzontale, scura e ben marcata, lungo la linea mediana, e a volte una striscia ugualmente scura ma meno spessa posizionata all'incirca a metà tra quella mediana e la base della pinna dorsale. Spesso si trovano anche delle chiazze scure lungo la base della pinna dorsale. Sui fianchi invece a volte si possono trovare delle bande verticali di un tenue colore scuro. La punta della pinna dorsale è contornata di rosso.

Gli esemplari maschi adulti, che sono generalmente molto più grandi delle femmine adulte, presentano invece una brillante colorazione metallica tendente al blu-verde, con numerose chiazze arancione-rosso sulla pinna dorsale e su quella caudale della coda. La pinna anale è di colore scuro e rossastro con numerose macchie e strisce giallo-bianco. Gli esemplari maschi presentano anche un contorno rossastro su molte delle squame situate dietro la testa.

## Biologia
Si nutrono di piccoli invertebrati che si trovano sul fondo del lago. 
In questa specie l'incubazione è portata avanti dalle femmine all'interno della bocca, per questo motivo gli è stato attribuito il nome di incubatori orali. I maschi depositano piccoli cumuli, spesso in un'area non erbosa a meno di due metri di profondità, difendono quindi il territorio e provano ad attrarre le femmine per fargli depositare le uova. A questo punto le femmine raccolgono le uova nella bocca per l'incubazione e dopo poche settimane, quando è già in grado di nuotare, la prole viene rilasciata.

## Distribuzione e habitat
La specie è diffusa nel lago Malawi e nel lago Malombe; può penetrare nei fiumi, dal momento che è stata trovata anche nel fiume Shire fino alle cascate di Kapachira.
Predilige le aree poco profonde, ricche di Vallisneria.

## Tassonomia
Questa specie è stata descritta come Chromis kirkii nel 1894 da Albert Günther al Museo di storia naturale di Londra, a partire da esemplari donati da Harry Johnston, l'allora governatore coloniale del Protettorato britannico dell'Africa centrale.
L'epiteto specifico kirkii fa riferimento a sir John Kirk (1832-1922), medico e naturalista britannico che aveva accompagnato David Livingstone in alcune delle sue esplorazioni dell'area, da cui Günther aveva ricevuto una serie di campioni zoologici.
La denominazione Chromis era gia utilizzata per l'omonimo genere di pesci marini della famiglia dei Pomacentridae  e C. kirkii è stato negli anni '20 del '900 inserito nel genere Haplochromis, dove è rimasto fino agli anni '80. Nel 1989 David Eccles e Ethelwynn Trewavas hanno designato C. kirkii come appartenente al nuovo genere Protomelas, che all'epoca conteneva all'incirca 14 specie di pesci ciclidi endemiche del Lago Malawi; quest'ultime erano state raggruppate sulla base di una caratteristica fisica condivisa (nelle femmine e negli esemplari non ancora sviluppati), ovvero le scure striature orizzontali e verticali presenti sul corpo.

## Conservazione
La Lista rossa IUCN classifica Protomelas kirkii come specie a rischio minimo di estinzione (Least Concern).
Gli esemplari di questa specie vengono catturati per uso alimentare. Nel Malawi questa specie è comunemente conosciuta come 'Kambuzi', anche se questo termine viene spesso applicato ad altri pesci di piccola taglia che vengono pescati in acque poco profonde. Occasionalmente viene anche venduta come una specie da acquario.

## Acquariofilia
Si dice che sia un pesce robusto in cattività, anche se richiede acqua alcalina (pH 7 – 8.5).
Inoltre, per via del fatto che i maschi sembrano mantenere permanentemente un atteggiamento territoriale, è opportuno non tenerne più di uno dentro lo stesso acquario, se si tratta di un acquario domestico di dimensioni standard.